# ویلیام بانکس
ویلیام بانکس (انگلیسی: William Banks؛ زادهٔ ۰ ژانویهٔ ۱۸۹۳) بازیکن فوتبال اهل بریتانیا است.
از باشگاه‌هایی که در آن بازی کرده‌است می‌توان به باشگاه فوتبال ترانمره راورز، باشگاه فوتبال فولام، و باشگاه فوتبال لیورپول اشاره کرد.